# Џо Лок
Џозеф Вилијам Лок (енгл. Joseph William Locke; Даглас, 24. септембар 2004) британски је глумац. Познат је по улози Чарлија Спринга у серији Лептирићи (2022—данас).

## Биографија
Рођен је 24. септембра 2003. у Дагласу. Са 12 година је изашао из ормара путем платформе Instagram и изјаснио се као геј својој мајци. Када је схватио да ће га породица прихватити али свет не, обрисао је објаву. Поново се изјаснио као геј када је имао 15 година.

## Филмографија
| Улоге Џоа Лока |                 |               |                                        |              |
| Година         | Српски назив    | Изворни назив | Улога                                  | Напомена     |
| 2022—2024      | Лептирићи       |               | Чарли Спринг                           | главна улога |
| 2024.          |                 |               | такмичар                               | 1 епизода    |
| 2024.          | Све време Агата |               | Вили Максимов / Вилијам Каплан / Викан | главна улога |